# Ache
Ache var en dansk rockgruppe, der blev dannet i 1968. 
Musikgruppen bestod oprindeligt af Torsten Olafsson (født 28. januar 1950), på basguitar/vokal; Peter Mellin (født 10. juli 1947), på Hammondorgel; Finn Olafsson (født 16. februar 1953), på guitar og Glenn Fischer (født 3. marts 1950), på trommer. Med denne besætning udgav de to LP'er inden gruppen opløstes i sommeren 1971.
I 1975 blev gruppen gendannet uden Torsten og Glenn, men udvidet med Stig Kreutzfeldt, vokal og percussion, Johnnie Gellett, vokal, guitar og percussion, Steen Toft Andersen, bas og Gert Smedegaard, trommer.
I de følgende år turnerede ACHE med forskellige besætninger, men også med lange pauser ind imellem. Efter næsten 4 års sammenhængende pause forsøgte bandet at opnå et come back, bl.a. med nykomponeret musik som ballast. Denne gang fik brødrene Olafsson støtte af Alex Nyborg Madsen, vokal, Per Wium orgel (Hammond P100) og keyboards og Klaus Thrane trommer. De turnerede i mindre end et år inden den endelige opløsning af Ache.
I 2003 samledes en række af de musikere, der havde været med i Ache, for at indspille en støttesang til Bevar Christiania initiativet. Det blev til singlen: "De Skæve Drømme".

## Historie

### Tidlig historie
I 1965 mødtes de fire i det københavnske pop/rock miljø, hvor Peter Mellin (på dette tidspunkt som bassist) og Glenn Fischer spillede i The Harlows. Torsten (på dette tidspunkt trommeslager) og Finn Olafssons' Band Voces blev opvarmningsgruppe for Harlows i 1965, og da Peter forlod denne gruppe i 1967 trådte Torsten til på bas. Da Peter kort efter vendte tilbage, men nu på orgel, begyndte Peter, Glenn og Torsten at tale om at starte deres eget Band, der i modsætning til The Harlows kopimusik skulle basere sig på egne kompositioner.

### Ache etableres
I foråret 1968 øvede de 3, der nu havde brudt med Harlows, forskellige akkordforløb, rytmer og melodistumper, som i manglen på en vokal blev holdt sammen af bassen snart som melodibærende instrument. Når disse stumper var udviklet til et egentligt nummer, blev dette navngivet, og en af de tidlige kompositioner, Acheron gav dem ideen til navnet ACHE.
Deres eksperimenter med at skabe et lydbillede var hæmmet af manglen på en elguitar, og nu trådte Finn ind i Bandet, selv om han kun var 15 år gammel.
Ache blev i efteråret 1968 husorkester i KLUB 27 på Østerbro. Det var imidlertid ELEKTRISK JUL 1968, en beat – festival, som fandt sted i Studenterforeningen i København, som blev starten på ACHE's berømmelse i Danmark.

### Guldalderen
I foråret 1969 forsøgte solodanser ved Det kgl. Teater, Peter Schaufuss, at overtale Koppel-brødrene fra Savage Rose til at skrive musikken til en beat-ballet. De tøvede imidlertid med at give tilsagn, og derfor fik Ache i stedet denne opgave.
Balletten havde premiere den 4. januar 1970 og både musikken, handlingen og opførelsen fik fine anmeldelser i pressen. Se: I månederne før premieren var Ache yderst aktive. I august 1969 optrådte de i TV-programmet, "Top Pop", produceret af Thomas Winding. Samtidig havde de løbende havde en lang række jobs, ofte på mindre spillesteder, men også ved flere af de festivals, som på dette tidspunkt bredte sig i Danmark.
De turnerede med et repertoire, som dels indeholdt B–siden af De Homine Urbano -Little Things, dels det materiale, som udkom på Green Man i 1971. Alene i månederne januar til april afviklede de 15 officielle koncerter, inden de trappede med blot yderligere 4 frem til den 25. juni, hvor de spillede deres sidste koncert med den oprindelige besætning.

### Revival
Singlepladen Shadow of a Gipsy var udkommet i 1970 og allerede før gruppens opløsning havde de opnået sen sølvplade for 50.000 solgte eksemplarer. Den reorganiserede gruppe fra 1975 havde pæn succes som live–band, især når den indfriede publikums forventninger til dette hit. Forsøget i 1976 på at skabe noget, der tilsvarede deres første 2 LP'er, Pictures from Cyclus 7, blev ikke nogen kommerciel succes. Deres koncerter fik dog helt frem mod slutningen af 1970'erne flotte anmeldelser.
| Citat                                           | Musikalsk og instrumentalt står Ache meget stærkt. Det er fem musikere, der forstår at behandle deres instrumenter og styre det elektriske apparatur rigtigt. Den bedste af musikerne er helt klart guitaristen Finn Olafsson. Han spiller fortræffeligt, både når det drejer sig om elektrisk og akustisk guitar. Det er flotte arrangementer, gruppen har lavet, og de har fået den helt rigtige spilletid." | Citat |
| Anmeldelse i Berlingske Tidende, 8. januar 1978 | |       |

## Musikalsk baggrund
ACHE blev dannet af 3 teenagere og en 20-årig. Alligevel skabte de nogle kompositioner, som stadig står som usædvanlige milepæle i dansk rockmusik.De havde brugt ca. ½ år på at komponere deres grundmateriale, men var blot få uger om at skrive tekst og musik til verdens første beat–ballet De Homine Urbano, hvilket må have været ganske krævende for komponister, der ikke tidligere havde prøvet at skrive for teateret. Dette krævede naturligvis nogle musikalske forudsætninger.
Peter havde spillet klaver fra førskolealderen og horn fra 10–årsalderen. Han var ved ACHE's dannelse studerende ved musikkonservatoriet og bragte den klassiske musikopdragelse med ind i rock–miljøet på et tidspunkt, hvor eksperimenter med at fusionere klassisk musik og rockmusik bredte sig fra England til det øvrige Europa. Også Torsten havde spillet klaver og horn i en del år, mens Glenn og Finn blot havde 4–5 års udøvende erfaring.
Deres kompositioner har naturligvis også nogle forlæg. Orgelspillet er påvirket af Johann Sebastian Bach's koraler, men også nyere klassisk musik, popnumre af The Beatles og Matthew Fischer's soli må have ligget i Peter Mellins baghovede.
Finn Olafssons guitarspil i ACHE er blevet betegnet som psykedelisk, men er teknisk set ikke beslægtet med syrerockguitarister som John Cippolina eller Peer Frost i samme periode. Lyden er måske mere "syret", bl.a. gennem en forvrængning, som er helt unik og må være opnået ved at ombygge den traditionelle forvrænger.
Det samlede billede af ACHE med den oprindelige besætning er, at de på trods af konceptets stramme ramme skabte nogle klassikere, som både fungerede i samtiden og stadig er holdbare 40 år efter.

## Kritik
Både den samtidige og den senere kritik af ACHE har været meget positiv. Et eksempel på een af hver type:
"Den brillante beat-musik af Ache-gruppen forekom ny i disse omgivelser. Ligesom den sidste ballets lysvirkninger – der skyldes Tezcatlipoca Lights – gav "Homo" et liv og en stigning til sidst... " 
"If you wanna hear some truly weird dwellers on the threshold of the psychedelic/ progressive scene, then Ache is gonna be another band right up your strasse..."

## Diskografi
Oprindeligt Band
- 1970 – De Homine Urbano – (LP/Philips PY 841906)
- Shadow of a Gipsy/Over the fields – (Single/Philips 6019010)
- 1971 – Green man – (LP/Philips 6318005)
- 1972 – Shadow of a Gipsy – (Top Pops no. 1 – LP/Fontana 6340-017)

Genudgivelser
- 1973 – Shadow of a Gipsy – (Dansk IFPI – DB LP/IFPI-B)
- 1976 – De Homine Urbano/Green Man – (DB LP/Philips 6641 439)
- 1997 – Shadow of a Gipsy – (Egmont Music Club: Det bedste af Dansk Musik,præsentations-CD 1963-95 – EMC6395310)
- 2000 – De Homine Urbano/Green Man – (DB CD/Universal Music/Philips UMD 159 632-2)
- 2012 – De Homine Urbano (CD Esoteric Recordings)
- 2012 – Green Man (CD Esoteric Recordings)

Andre besætninger
- 1975 – Shadow of a Gipsy – (Jok sømmet i bund, LP/Polydor 2444038)
- 1976 – Expectation/Still registering – (Single/CBS 4406)
- Pictures from Cyclus 7 – (LP/CBS 81216)
- Majestætens majonetter – (Christianiapladen, LP/CBS)
- 1977 – Blå som altid – (LP/KMF ROLP 6570)
- 1978 – Slaraffenland/Trådt ud af skyggen – (Single/KMF PLAY 2125)
- Stærk tobak – (MC/ROCORDS G X 1201)
- 1979 – Passiv rygning – (MC/ROCORDS G X 1206)
- 2004 – De skæve drømme – (Christiania – Olafssongs single/OSCD 030)